# ブールブラン

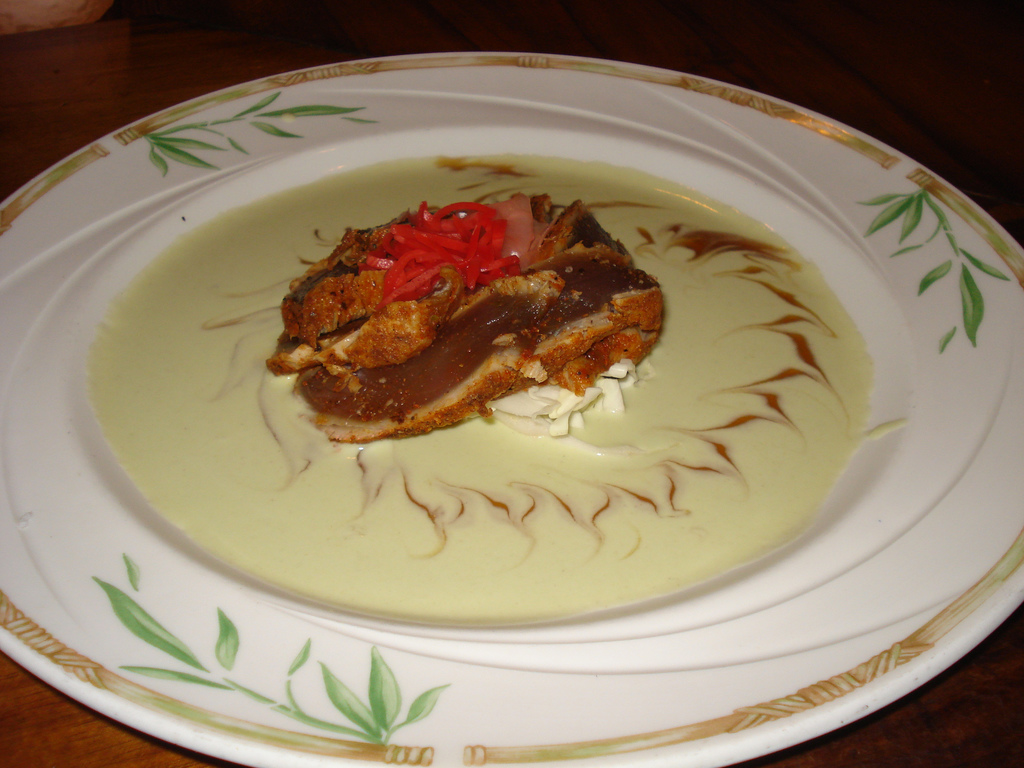
チョコレートとワサビで風味付けし、キハダと合わせたブールブラン

ブールブラン(Beurre blanc)またはブールナント(Beurre Nantais)は、乳化した温かいバターソースである。フランス語で「白いバター」という意味である。酢と白ワイン（通常はムスカデ）、エシャロットをレデュクションして柔らかくしたバターと混ぜ、分離を防ぐために火から離して泡立てて作る。痕跡量のレシチン等の、バターの中に天然に少量含まれる乳化剤が、水と油のエマルジョンの形成に作用する。このソースは、ロワール＝アトランティック県の料理が起源である。

## 起源
20世紀初め頃、シェフのクレマンス・ルフェーブルが、恐らく偶然によりブールブランを発明した。彼女は、w:Saint-Julien-de-Concelles村のLa Chebuette集落にある"La Buvette de la Marine"という彼女のレストランでこのソースを提供した。この場所はロアール川の土手沿いで、ナントから数km上流に位置した。
彼女はカワカマスにあわせるベアルネーズソースを作ろうとしたが、タラゴンと卵黄を加えるのを忘れた。彼女がグーレーヌ城でグーレーヌ侯爵の為の料理を作っている時に発明したとする文献もある。フランスの首相でノーベル平和賞受賞者のアリスティード・ブリアンは、1932年に彼女が死去した際、「ちょっとした国家的な服喪のようだ」と語った。

## 作り方
良いブールブランは、濃厚でバターの風味があり、他の調味料や香料の風味を良く反映するため、ハーブやスパイスを加えるのに適している。液体状態を保つ軽さでありながら、「ナッペ」として知られる、食物に塗るのに十分な濃厚さを持つ。
ワイン、酢、エシャロット、（加えるなら）ハーブをほぼ乾燥するまでレデュクションする。必須ではないが、ソースの安定剤として、ここでクリームを加えても良い。酢の代わりにレモン果汁が加えられたり、フォンを加えることもある。次に、小さな角切りにしたバターを少しずつ混ぜ合わせ、バターが解けたら泡だて器で混ぜる。ソースは、過熱や冷却により分離する可能性がある。58℃以上に加熱されると、一部の乳化タンパク質が分解し始め、エマルジョンが保持している乳脂肪を放出する。逆に27℃以下に冷えると、乳脂肪が凝固する。

## バリエーション
ブールルージュ（「赤いバター」の意味）は、ブールブランのバリエーションで、白ワインの代わりにドライな赤ワイン、白ワインビネガーの代わりに赤ワインビネガーを用いる。

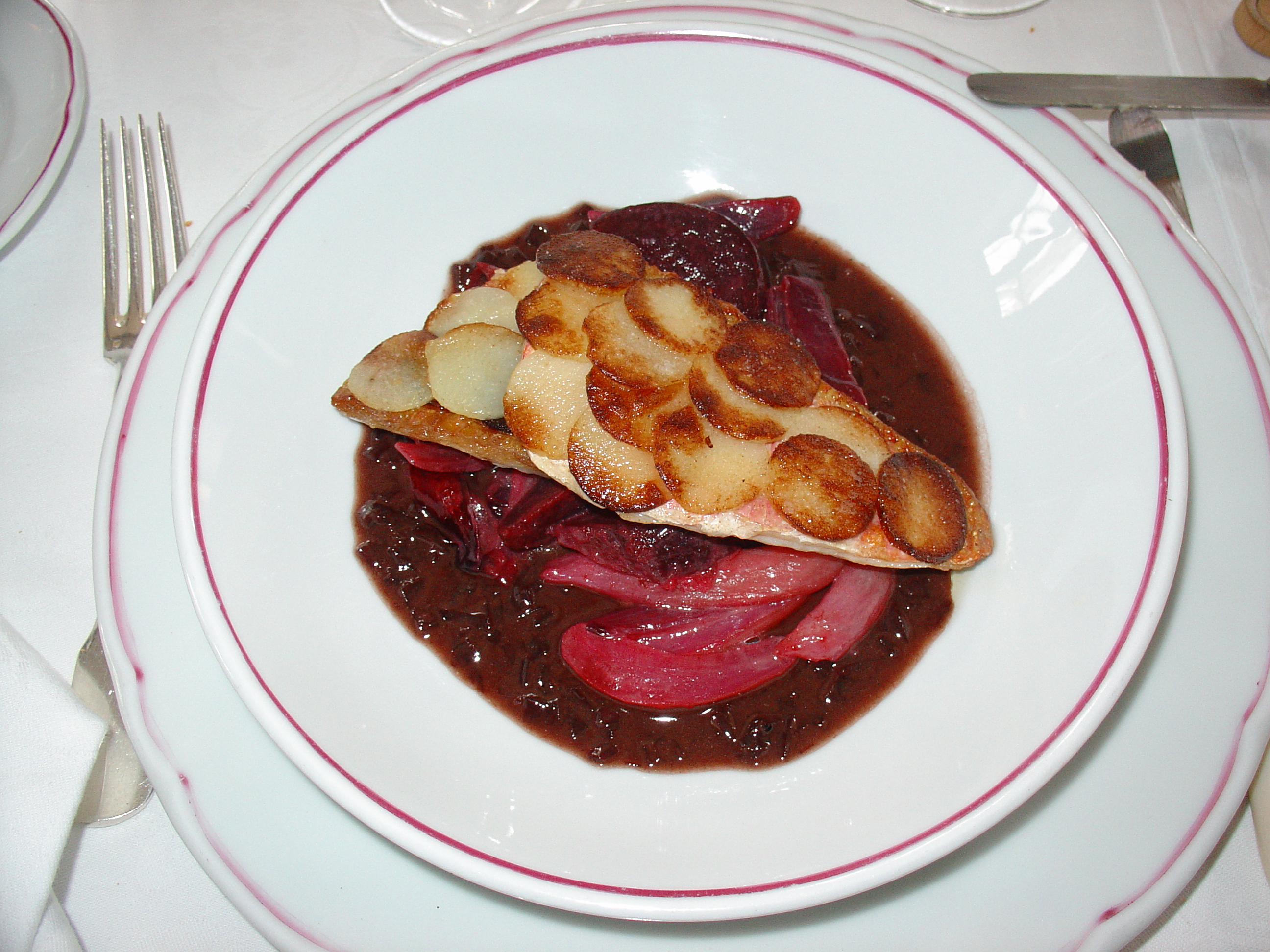
ブールルージュを添えたジャガイモと野菜の料理